# Convenção Tripartite de 1899

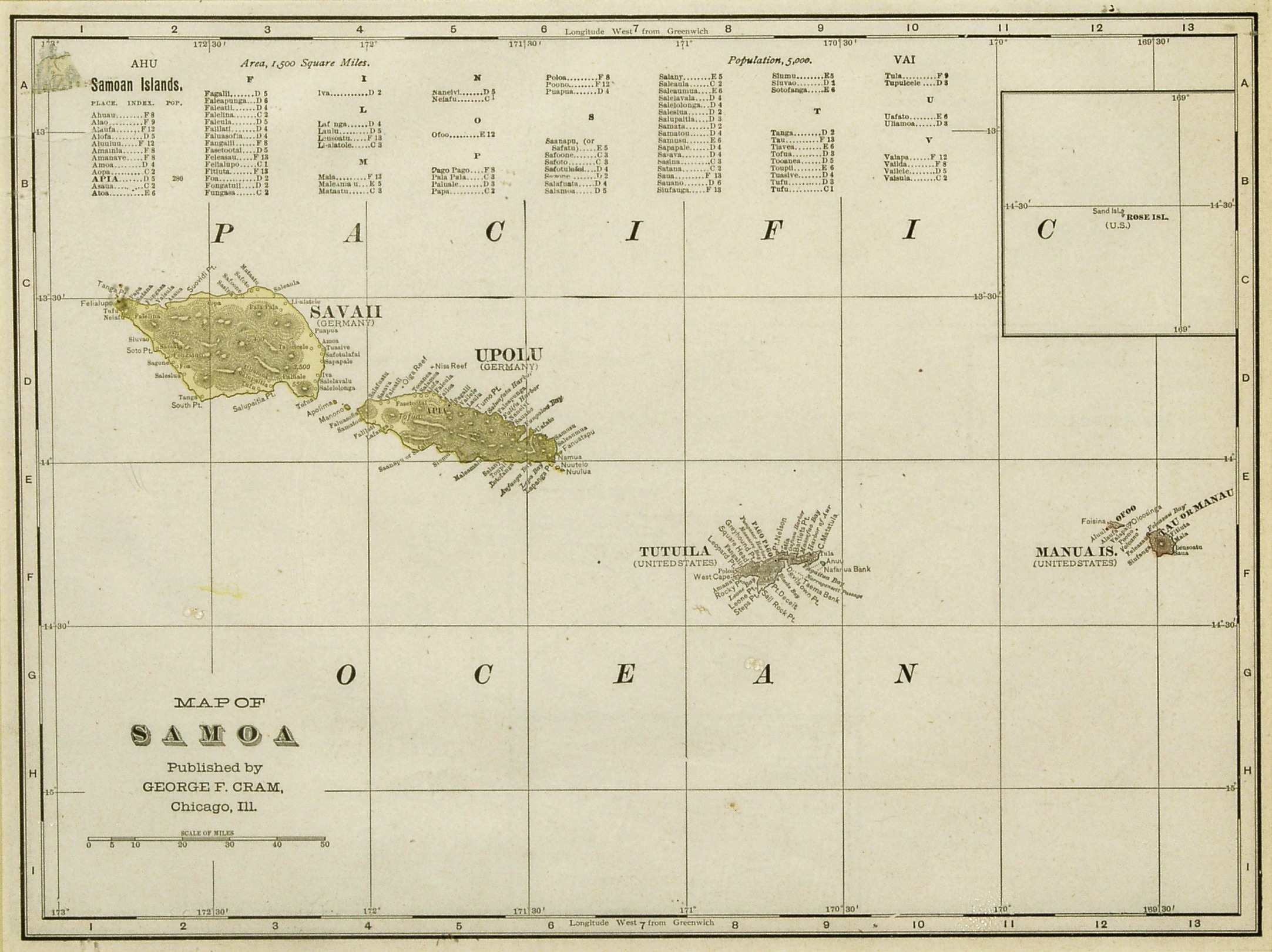
Ilhas Samoa (1900 - 1914)

Convenção Tripartite de 1899, que concluiu a Segunda Guerra Civil de Samoa e resultou na partição formal dos interesses do Império Alemão e dos Estados Unidos no arquipélago samoano, é um tratado tripartite entre o Império Alemão, o Reino Unido e os Estados Unidos em Washington em 2 de dezembro de 1899. Dessa forma, as três potências concordaram em dividir o arquipélago: A parte ocidental tornou-se uma colônia alemã e a parte oriental, incluindo Tutuila com a sua baía de Pago Pago, tornaram-se territórios dos Estados Unidos. O Reino Unido renunciou suas reivindicações em Samoa e, em contrapartida, a Alemanha transferiu todos os seus direitos em Tonga aos britânicos, deslocou a linha de demarcação entre as ilhas alemãs e britânicas no arquipélago das Ilhas Salomão, de modo a dar à Grã-Bretanha todas as suas ilhas a leste e sudeste da ilha de Bougainville, a divisão da chamada zona neutra na África Ocidental por uma linha de fronteira definida entre as possessões britânicas e alemãs. Os alemães também renunciaram seus direitos de extraterritorialidade em Zanzibar.
Os precursores da Convenção Tripartite de 1899 foram a Conferência de Washington de 1887, o Tratado de Berlim de 1889 e o Acordo Anglo-Alemão sobre Samoa de 1899.[carece de fontes?]